# Le Chesne (Eure)
Chesne é uma comuna francesa na região administrativa da Normandia, no departamento de Eure. Estende-se por uma área de 17,36 km². Em 2010 a comuna tinha 1 376 habitantes (densidade: 79,3 hab./km²).